# Sir Seewoosagur Ramgoolam nemzetközi repülőtér
A Sir Seewoosagur Ramgoolam nemzetközi repülőtér (IATA: MRU, ICAO: FIMP) Mauritius nemzetközi repülőtere, amely Plaine Magnien közelében található, Port Louistól 48 kilométerre. Éves utasforgalma 3 728 970 fő (2017).

## Galéria

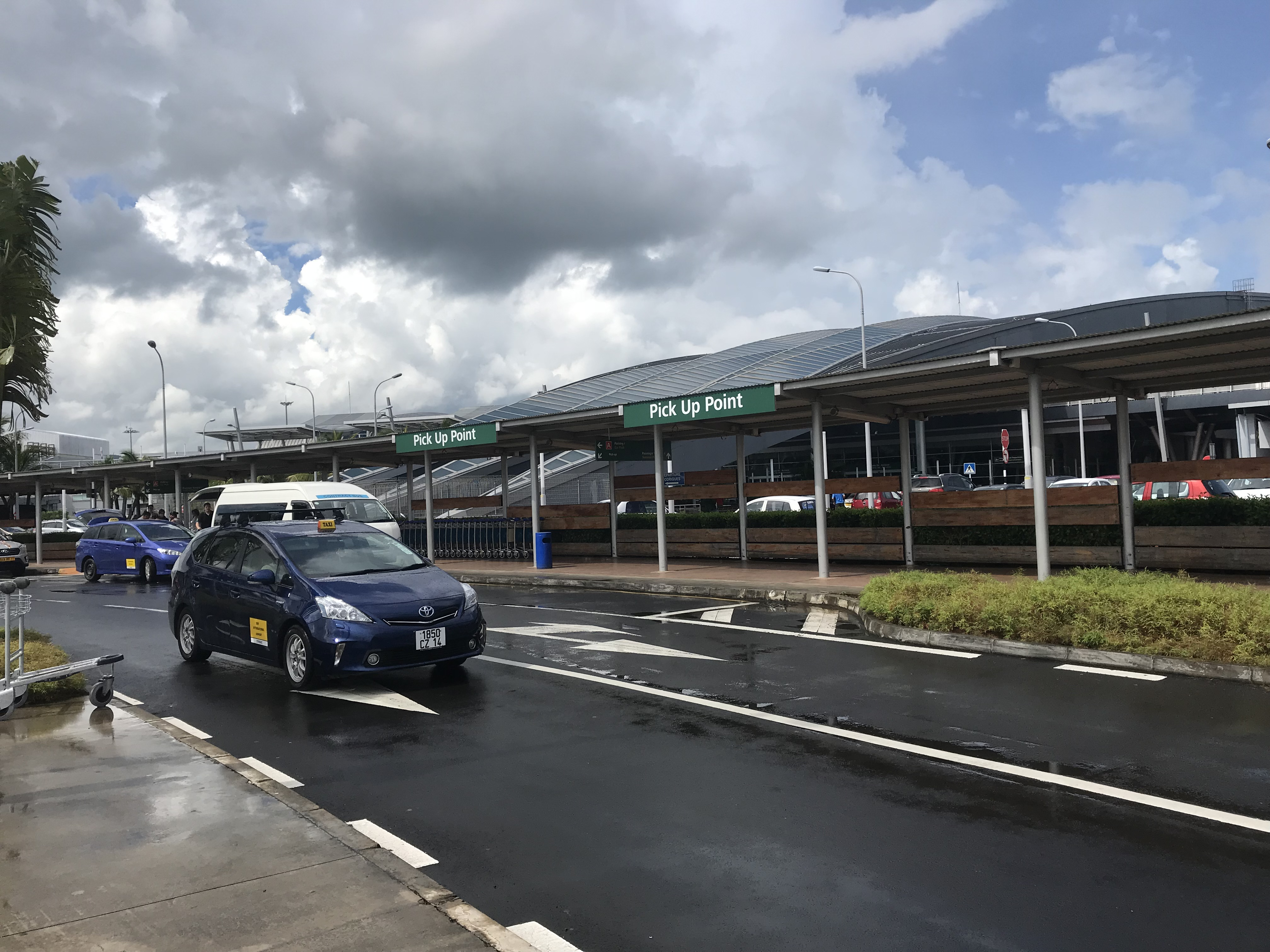
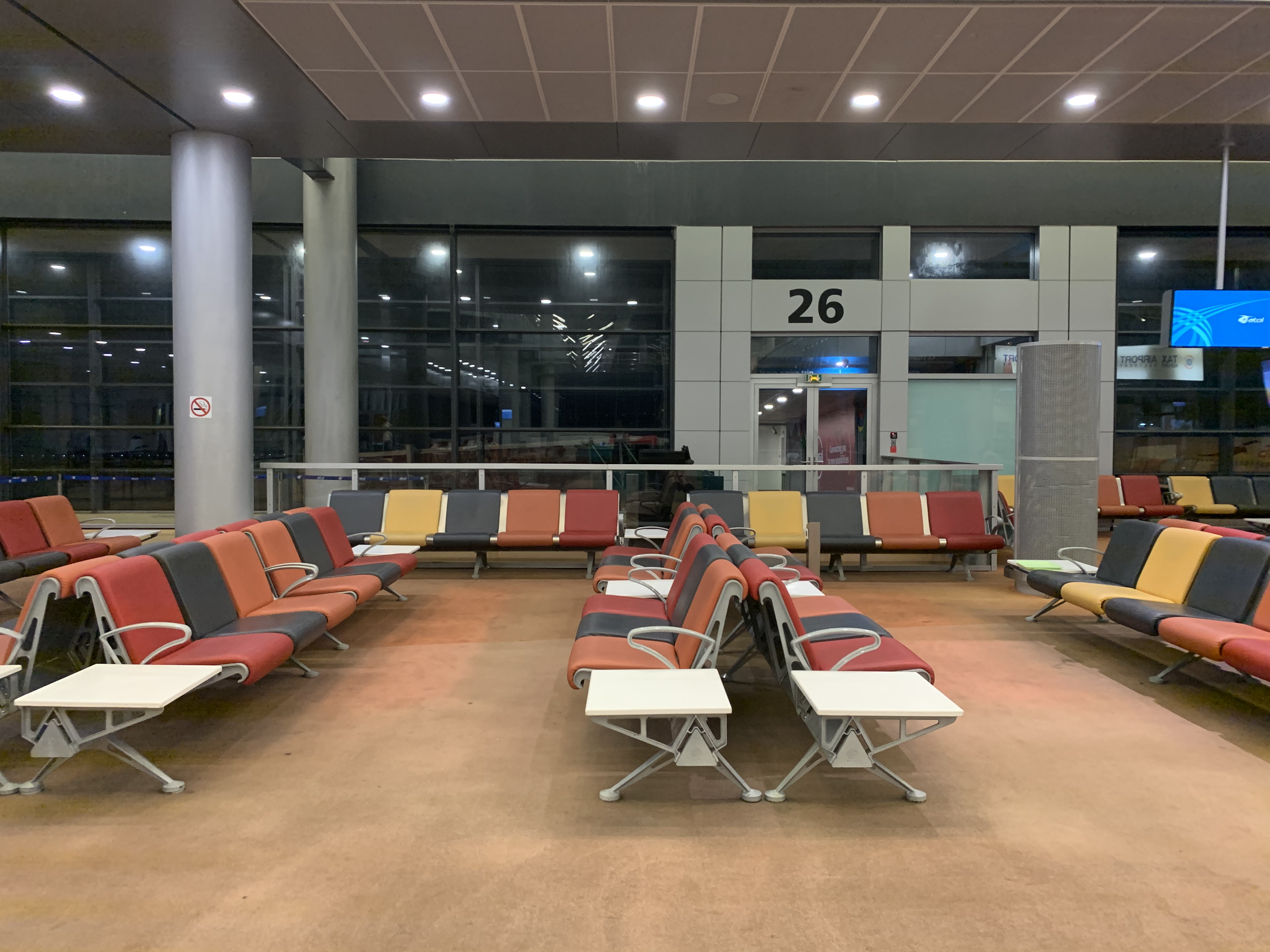
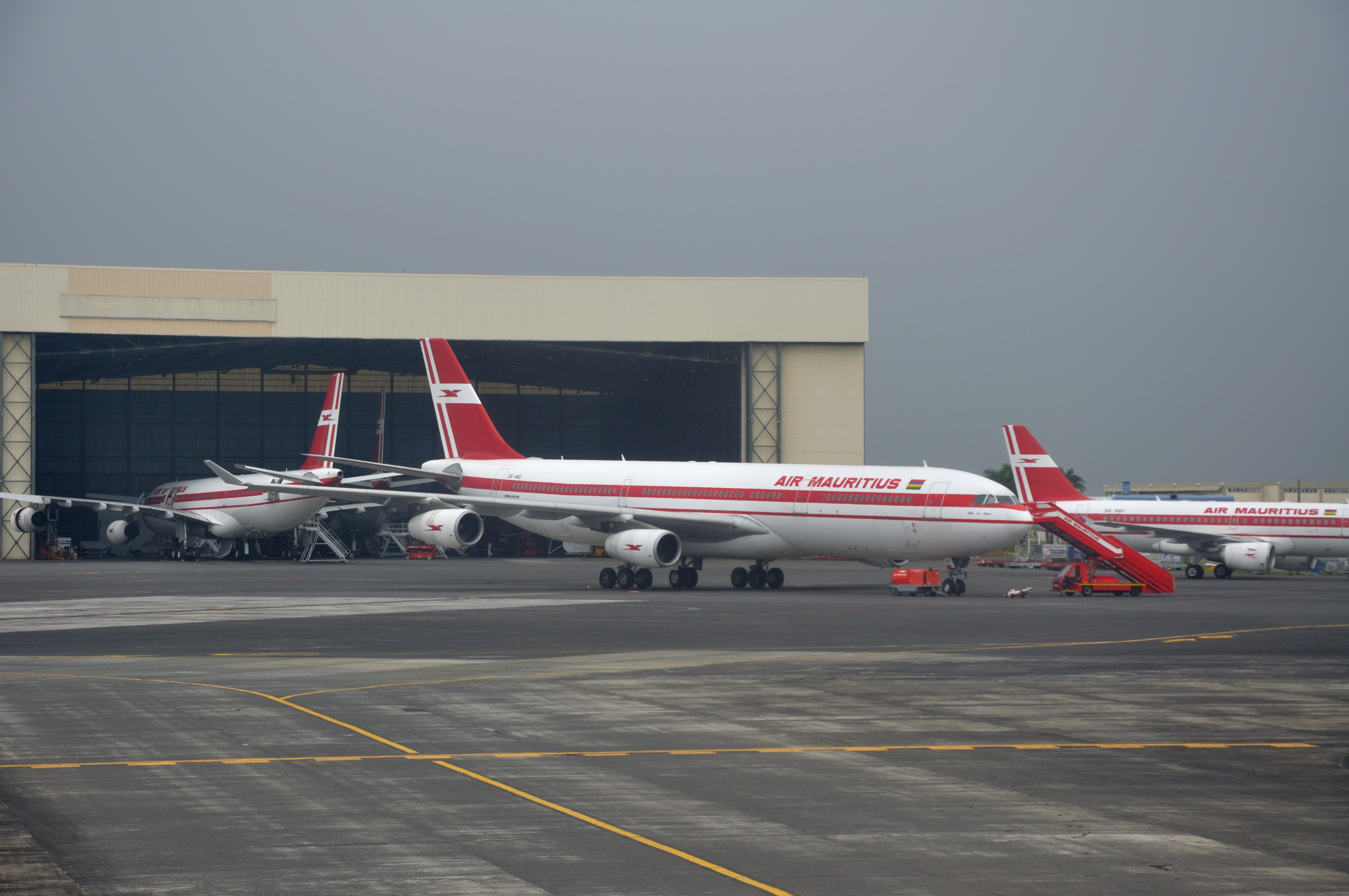

## Futópályák
A repülőtér futópályái:
- 14/32 (3370 m, 45 m, aszfalt)

## Forgalom
Az utasforgalom az elmúlt években az alábbi módon változott:
| Utasok száma | 1 568 979 | 1 789 977 | 1 982 436 | 2 217 167 | 2 609 805 | 2 588 265 | 2 690 869 | 3 197 308 | 3 728 970 | 3 884 056 |
|              | 1999      | 2001      | 2003      | 2006      | 2008      | 2010      | 2012      | 2015      | 2017      | 2019      |

See source Wikidata query and sources.